# Голдсборо (Пенсільванія)
Голдсборо (англ. Goldsboro) — місто (англ. borough) в США, в окрузі Йорк штату Пенсільванія. Населення — 932 особи (2020).

## Географія
Голдсборо розташоване за координатами 40°9′15″ пн. ш. 76°45′11″ зх. д. / 40.15417° пн. ш. 76.75306° зх. д. (40.154279, -76.753027).  За даними Бюро перепису населення США в 2010 році місто мало площу 1,18 км², з яких 1,17 км² — суходіл та 0,01 км² — водойми.

## Демографія
Згідно з переписом 2010 року, у селищі мешкали 952 особи в 339 домогосподарствах у складі 261 родини. Густота населення становила 810 осіб/км².  Було 360 помешкань (306/км²).
Расовий склад населення:
| - 96,2 % — білих - 0,8 % — чорних або афроамериканців - 0,6 % — азіатів - 0,1 % — вихідців з тихоокеанських островів - 0,1 % — корінних американців |

До двох чи більше рас належало 1,7 %. Частка іспаномовних становила 3,4 % від усіх жителів.
За віковим діапазоном населення розподілялося таким чином: 28,2 % — особи молодші 18 років, 64,9 % — особи у віці 18—64 років, 6,9 % — особи у віці 65 років та старші. Медіана віку мешканця становила 36,2 року. На 100 осіб жіночої статі у селищі припадало 100,0 чоловіків;  на 100 жінок у віці від 18 років та старших — 106,0 чоловіків також старших 18 років.
Середній дохід на одне домашнє господарство  становив 73 486 доларів США (медіана — 66 250), а середній дохід на одну сім'ю — 78 627 доларів (медіана — 73 125). Медіана доходів становила 53 625 доларів для чоловіків та 45 278 доларів для жінок. За межею бідності перебувало 11,5 % осіб, у тому числі 22,0 % дітей у віці до 18 років та 4,8 % осіб у віці 65 років та старших.
Цивільне працевлаштоване населення становило 475 осіб. Основні галузі зайнятості: освіта, охорона здоров'я та соціальна допомога — 16,2 %, транспорт — 14,3 %, роздрібна торгівля — 10,1 %, виробництво — 9,9 %.